# Blue Canoe Records
Blue Canoe Records is een onafhankelijk Amerikaans platenlabel dat traditionele en hedendaagse jazz, smooth jazz, fusion, avant-garde, jamband en bigband-muziek uitbrengt. Het in White (Georgia) gevestigde label heeft muziek uitgebracht van onder meer Buzz Amato, EMP project, Knoxville Jazz Orchestra, JPM, Charles Langford, Megaphone Man, Yonrico Scott en Ron Westray.